# HD 18742
HD 18742 — звезда в созвездии Эридана на расстоянии около 440 световых лет от нас. В 2019 году в ходе кампании МАС было присвоено название Эярвади (Ayeyarwady) в честь крупнейшей реки в Мьянме. Вокруг звезды обращается, как минимум, одна планета.

## Характеристики
HD 18742 — звезда 7,97 звёздной величины; впервые в астрономической литературе упоминается в каталоге Генри Дрейпера, изданном в начале XX века. Это жёлтый субгигант, имеющий массу и радиус, равные 1,60 и 4,9 солнечных соответственно. По светимости звезда превышает наше Солнце в 13,9 раз. Возраст HD 18742 оценивается приблизительно в 2,3 миллиарда лет.

## Планетная система
В 2011 году группой астрономов, работающих с данными, полученными в обсерватории Кека, было объявлено об открытии планеты HD 18742 b в системе. Она представляет собой газовый гигант с массой, равной 2,7 массы Юпитера. Планета обращается на расстоянии 1,92 а.е., совершая полный оборот за 772 суток. Открытие HD 18742 b было совершено методом Доплера.